# Wierden vasútállomás
Wierden vasútállomás vasútállomás Hollandiában, Wierden városában.

## Vasútvonalak
Az állomást az alábbi vasútvonalak érintik:
- Zwolle–Almelo-vasútvonal
- Deventer–Almelo-vasútvonal

## Kapcsolódó állomások
A vasútállomáshoz az alábbi állomások vannak a legközelebb:
- Nijverdal vasútállomás (Zwolle–Almelo-vasútvonal)
- Almelo vasútállomás (Deventer–Almelo-vasútvonal, Zwolle–Almelo-vasútvonal)
- Rijssen vasútállomás (Deventer–Almelo-vasútvonal)